# آلبیه‌وو
آلبیه‌وو (انگلیسی: Albeyevo) یک شهرک در شهرستان چیشمینسکی در استان باشقیرستان کشور روسیه است.